# Монторфано
Монторфано (итал. Montorfano) је насеље у Италији у округу Комо, региону Ломбардија.
Према процени из 2011. у насељу је живело 2531 становника. Насеље се налази на надморској висини од 424 м.

## Становништво
Према резултатима пописа становништва 2011. у општини је живело 2.619 становника.
| 1931. | 1936. | 1951. | 1961. | 1971. | 1981. | 1991. | 2001. | 2011. |
| ----- | ----- | ----- | ----- | ----- | ----- | ----- | ----- | ----- |
| 777   | 777   | 821   | 962   | 1.289 | 2.083 | 2.256 | 2.489 | 2.619 |